# 大阪市立本田小学校
大阪市立本田小学校（おおさかしりつ ほんでんしょうがっこう）は、大阪府大阪市西区にある公立小学校。

## 概要
大阪市西区の中北部の本田、川口、江之子島を校区とする。学校教育ICT活用事業モデル校になっている。

## 沿革
現在の西区本田地区には1876年、第三大区第二中学区第二十二番東小学校（1876年4月15日設置）と第三大区第二中学区第二十二番西小学校（1876年7月8日設置）の2校が設置された。1879年2月18日付で公立本田東小学校・公立本田西小学校へとそれぞれ改称している。
本田東・本田西の2校は1887年11月26日に合併し、公立本田小学校と称した。1892年5月には大阪市本田尋常小学校へと改称している。
1897年6月5日に現在地に校舎が落成して移転した。現在地に移転した日をもって創立記念日としている。1899年には外国人居留地が廃止されて川口町（現在の川口の大半）となったことに伴い、川口町を校区に編入した。
1921年には高等科を併設し、大阪市本田尋常高等小学校へと改称している。1929年には鉄筋4階建て校舎を設置した。小学校での鉄筋4階建て校舎は、大阪府では初めてだったとされる。
1941年には国民学校令の施行により、大阪市本田国民学校へ改称した。
1941年には高等科を廃止し、本田商業学校を校内に併設した。しかし本田商業学校は翌1942年、靱国民学校の校舎を転用して設置された靱商業学校の設置に伴い、靱商業学校に吸収される形で廃校となった。これに伴い1942年に高等科を再開している。
1944年には安治川国民学校の廃校に伴い、富島町と古川町（いずれも現在の川口3丁目の一部）を本田国民学校校区に編入した。安治川国民学校は1874年、現在の西区安治川1丁目に設置された。しかし太平洋戦争の戦時体制により校舎を安治川女子工業学校（1944年設置、戦後廃校）に転用することになり、1944年3月に廃校となった。従来の校区は本田国民学校、九条北国民学校、波除国民学校の3校へと分割されて編入されている。
太平洋戦争の戦局悪化に伴い、初等科児童については1944年9月以降集団疎開を実施することになった。
太平洋戦争終戦後の1946年3月には、本田国民学校の校舎の一部を借用して大阪中華学校が開校した。大阪中華学校は1953年まで校舎を借用し、その後浪速区の現校舎へと移転している。
学制改革により、1947年に大阪市立本田小学校に改称した。1963年には文部省実験学校に指定され、弱視児童を対象とした弱視学級を設置している。
1980年代には木津川以東の西区東部でマンションが建設されたことにより、東部の学校で児童数増加や教室不足が見込まれるようになった。このことにより、西区全体で通学区域の適正化が検討された。検討の結果、従来大阪市立日吉小学校および大阪市立明治小学校の校区だった江之子島1-2丁目について、1986年より本田小学校の校区に編入している。
1990年代には校舎の建て替え
2013年から学校教育ICTモデル校となり、府のICT教育の拠点校となっている
近年は、近隣のタワーマンションの建設に伴う児童数の増加により、特別支援学級や弱視教室の撤去、増築が行われ、児童数の増加に対応している。

### 年表
- 1876年4月15日 - 第三大区第二中学区第二十二番東小学校が開校。
- 1876年7月8日 - 第三大区第二中学区第二十二番西小学校が開校。
- 1879年2月18日 - 公立本田東小学校・公立本田西小学校へ改称。
- 1887年7月12日 - 校内に附属幼児保育科を併設。
- 1887年11月26日 - 本田東・本田西両校合併、公立本田小学校と称する。
- 1892年5月 - 大阪市本田尋常小学校へ改称。
- 1893年 - 附属幼児保育科が大阪市立本田幼稚園に改編。
- 1897年6月5日 - 現在地に移転。
- 1899年 - 川口町を校区に編入。
- 1921年 - 高等科を併設し、大阪市本田尋常高等小学校へ改称。
- 1929年 - 鉄筋校舎が落成。
- 1941年 - 国民学校令により、大阪市本田国民学校へ改称。
- 1941年 - 高等科を廃止、校内に本田商業学校を併設。
- 1942年 - 併設の本田商業学校を廃止。高等科再開。
- 1944年4月 - 安治川国民学校の廃校に伴い、富島町と古川町を校区に編入。
- 1944年9月17日 - 島根県に学童集団疎開を実施。
- 1945年 - 大阪大空襲で地域被災。併設の本田幼稚園を休園（のち廃園）。
- 1946年 - 高等科を廃止。
- 1947年4月1日 - 学制改革により、大阪市立本田小学校に改称。
- 1963年 - 弱視学級を設置。
- 1975年11月7日 - 大阪市教委から学級指導の研究校に指定され、研究発表を実施。
- 1986年4月1日 - 校区変更。江之子島を校区に編入。
- 1990年9月 - 校舎改築に伴う二階建仮校舎完成 (運動場東側)
- 1990年10月 - 校舎建設第1期工事起工
- 1990年10月 - 校舎建設第2期工事起工
- 1992年12月24日 - 校舎建設第3期工事起工
- 1994年10月29日 - 鉄筋四階建校舎完成新校舎落成記念式典挙行
- 1996年2月17日 - 創立120周年式典挙行
- 1999年2月15日 - パソコンルーム等四教室竣工
- 2005年1月26日 - 西区教員研究発表会で「総合的な学習の時間」で発表
- 2006年2月4日 - 創立130周年式典挙行
- 2009年1月28日 - 西区教員研究発表会で「算数」で発表
- 2013年3月 - 学校教育ICT活用事業モデル校
- 2013年11月19日 - 優秀PTAとして文部科学省大臣より表彰
- 2015年4月1日 - 日本教育工学協会 「学校情報化優良校」に認定される。
- 2015年8月20日 - 日本教育工学協会 「学校情報化先進校」に認定される。
- 2015年11月21日 - 創立140周年記念式典挙行
- 2026年X月X日 - 創立150周年記念式典挙行(予定)

## 通学区域
- 大阪市西区 本田1丁目（4番の一部を除く）、本田2-4丁目、川口1-4丁目、江之子島1-2丁目。
卒業生は大阪市立花乃井中学校に進学する。

## 交通
- Osaka Metro中央線・千日前線 阿波座駅 西へ約600m。